# Arthur Bell (Maler)
Arthur Bell, Vorname auch in der Schreibweise Artur (* 1876 in Düsseldorf; † 1966 ebenda), war ein deutscher Landschafts-, Tier- und Genremaler der Düsseldorfer Schule.

## Leben
Bell studierte Malerei an der Kunstakademie Düsseldorf bei Eugen Dücker und Max Clarenbach. Er war bis zu seinem Tod in Düsseldorf tätig und pflegte dort eine Freundschaft mit dem Landschaftsmaler Alfred Rasenberger. Seine Motive fand er am Niederrhein und in deutschen Mittelgebirgen, insbesondere im Harz und in der Eifel.